# Генеральные кортесы Испании
Генера́льные ко́ртесы (исп. Cortes Generales/Cortes Españolas) — представительный орган и носитель законодательной власти (парламент) Испании. Конституция Испании, в соответствии с принципом разделения властей, определяет и регулирует три основные ветви: законодательную, исполнительную и судебную. Первое поручено парламенту, второе правительству, а третье суду.

## Состав
Парламент включает в себя две палаты:
- Конгресс депутатов (исп. Congreso de los Diputados)
- Сенат (исп. Senado de España)

Обе палаты формируются одновременно на основе свободного, всеобщего, равного и прямого избирательного права тайным голосованием. Однако, при выборе депутатов применяется система пропорционального представительства, а выборы сенаторов проводятся по мажоритарной системе. Активное и пассивное избирательное право принадлежит всем испанцам, которые достигли 18 лет и обладают политическими правами в полном объеме. Избирательные права имеют также испанцы, которые проживают за пределами Испании. Срок полномочий обеих палат парламента составляет четыре года.

## Выборы

### Выборы в Конгресс
Испанское законодательство не установило постоянного количественного состава палаты. Поэтому в соответствии с Конституцией Испании в «Конгресс депутатов» может быть избрано от 300 до 400 депутатов с использованием 3 % барьера.
Как правило, в последние годы в состав Конгресса депутатов избирается 350 человек, а в состав Сената отбирается 208 сенаторов, и 46 назначаются законодательными собраниями автономных сообществ.
Избирательным округом является каждая из 50 испанских провинций. Города Сеута и Мелилья, находящиеся на северном побережье Африки и принадлежащие испанской Короне, выбирают в Конгресс по одному депутату. Органический закон о Всеобщем избирательном режиме от 19 июня 1985 (последние изменения внесены в 1995 году) и Конституция Испании распределяют общее количество депутатов так, чтобы обеспечить минимум одного представителя от каждого округа и распределить другие места пропорционально численности населения. Выборы могут проводиться не ранее тридцати и не позднее шестидесяти дней с момента окончания полномочий парламента.

### Выборы в Сенат
От каждой провинции избирается четыре сенатора, от городов Сеута и Мелилья — два.
Выборы сенаторов проходят по мажоритарной системе. По 4 сенатора — от провинций (многомандатный мажоритарный округ), по 3 сенатора выбирают Канарские острова, острова Майорка, острова Тенерифе, по 2 сенатора — города Сеута и Мелилья, по 1 — острова, кроме вышеназванных.
Что касается островных провинций, то каждая из них, которая имеет Кабильдо или островной совет, образует избирательный округ для выборов сенаторов. Квота представительства в Сенате островных территорий установлена в п.3 ст. 69 Конституции.
Так, от каждого из крупных островов (Гран-Канария, Майорка, Тенерифе) избирается по три сенатора, а от других островов или их групп (Ивиса, Форментера, Менорка, Фуэртевентура, Гомера, Иерро, Лансароте и Ла-Пальма) — по одному сенатору. Кроме того, часть сенаторов назначается законодательным собранием так называемых «автономных сообществ» (по одному от каждого такого «сообщества» и еще по одному от каждого миллиона граждан, проживающих на их территории).

### Комментарии
1. ↑  
  -      ERC (14)
  -      EH Bildu (2)
2. ↑  
  -      ASG (1)
  -      Compromís (1)
  -      GBai (1)
  -      MM (1)
  -      Més (1)
3. ↑  
  -      ¡TE! (2)
  -      PRC (1)
4. ↑  
  -      Junts (5)
  -      CCa (1)
5. ↑  
  -      Vox (3)
  -      UPN (1)
  -      Ind. (2)
6. ↑  
  -      SMR (10)
  -      IU (5)
  -      CatComú (5)
  -      MM (2)
  -      Compromís (2)
  -      CHA (1)
  -      Més (1)